# Anthriscus stocksiana
Anthriscus stocksiana là một loài thực vật có hoa trong họ Hoa tán. Loài này được (Boiss.) Koso-Pol. mô tả khoa học đầu tiên năm 1915.